# Bekennende evangelische Gemeinde
Als Bekennende evangelische Gemeinden bezeichnen sich quasi-freikirchliche, evangelische Körperschaften innerhalb der EKD. Sie grenzen sich aus verschiedenen theologischen und ideologischen Gründen von der EKD ab. Die Namenswahl „Bekennend“ nimmt Bezug auf die Bekennende Kirche, die im Dritten Reich mit der politischen Vorgabe brach. Beklagt wurde von den Initiatoren eine politisch „zu links“ ausgerichtete und z. B. LGBT-freundliche Entwicklung der evangelischen Kirche. Auch Kritik an der Frauenordination, der Ökumene und am Islam sind Gründungsmotivationen.

## Geschichte
Die erste Gemeinde gründete sich 1993 in Neuwied unter dem Namen „Evangelischer Aufbruch Mittelrhein“ (EAM), später „Evangelischer Aufbruch in Deutschland“ (EAD) genannt. Von dort wurde auch der erste Reisepastor berufen, um neue Mitglieder zu werben. 1998 und 1999 wurden in sogenannten Notsynoden (u. a. mit-initiiert von Walter Rominger) weitere Impulse zur Gründung neuer Gemeinden gegeben. Der Evangelische Aufbruch Mittelrhein und die Evangelische Notgemeinschaft in Deutschland (ENID) führten gemeinsam Veranstaltungen durch. Der EAD unterstützte politische Impulse zum Verbot der Abtreibung und opponierte zu kirchenpolitischen Entscheidungen für homosexuelle Paare im Kirchendienst sowie zum Lebenspartnerschaftsgesetz.
Im Jahr 2000 gründete sich die „Kamener Initiative“; ihr Vertreter Manfred Gössling war später Vorstandsmitglied der Evangelischen Notgemeinschaft in Deutschland. Ebenfalls 2000 entstand eine weitere Gemeinde in Wuppertal, zudem gründete sich der Rat Bekennender evangelischer Gemeinden. Diesem gehören die Gemeinden in Osnabrück, Hannover, Bad Salzuflen, Aachen, Wuppertal, Gießen und Neuwied sowie weitere Gründungsinitiativen an. Der Gemeindeverbund veröffentlicht die quartalsweise erscheinende Schrift „Bekennende Kirche“. Sie wird vom Verein für Reformatorische Publizistik herausgegeben.

## Zusammenarbeit und Unterstützer
Eng verknüpft ist der Rat Bekennender evangelischer Gemeinden zudem mit dem Gemeindehilfsbund von Johann Cochlovius, der ebenfalls Positionspapiere und Aufrufe der Bekennenden evangelischen Gemeinden veröffentlicht.
Weitere Bekennende evangelische Gemeinden gibt es inzwischen in Cottbus, Göttingen und Duisburg.
Strukturell gibt es Ähnlichkeiten und Überschneidungen zu den fester organisierten Freikirchen und zu den weniger stark organisierten Hauskreisen.